# Mihajlo Mitrović

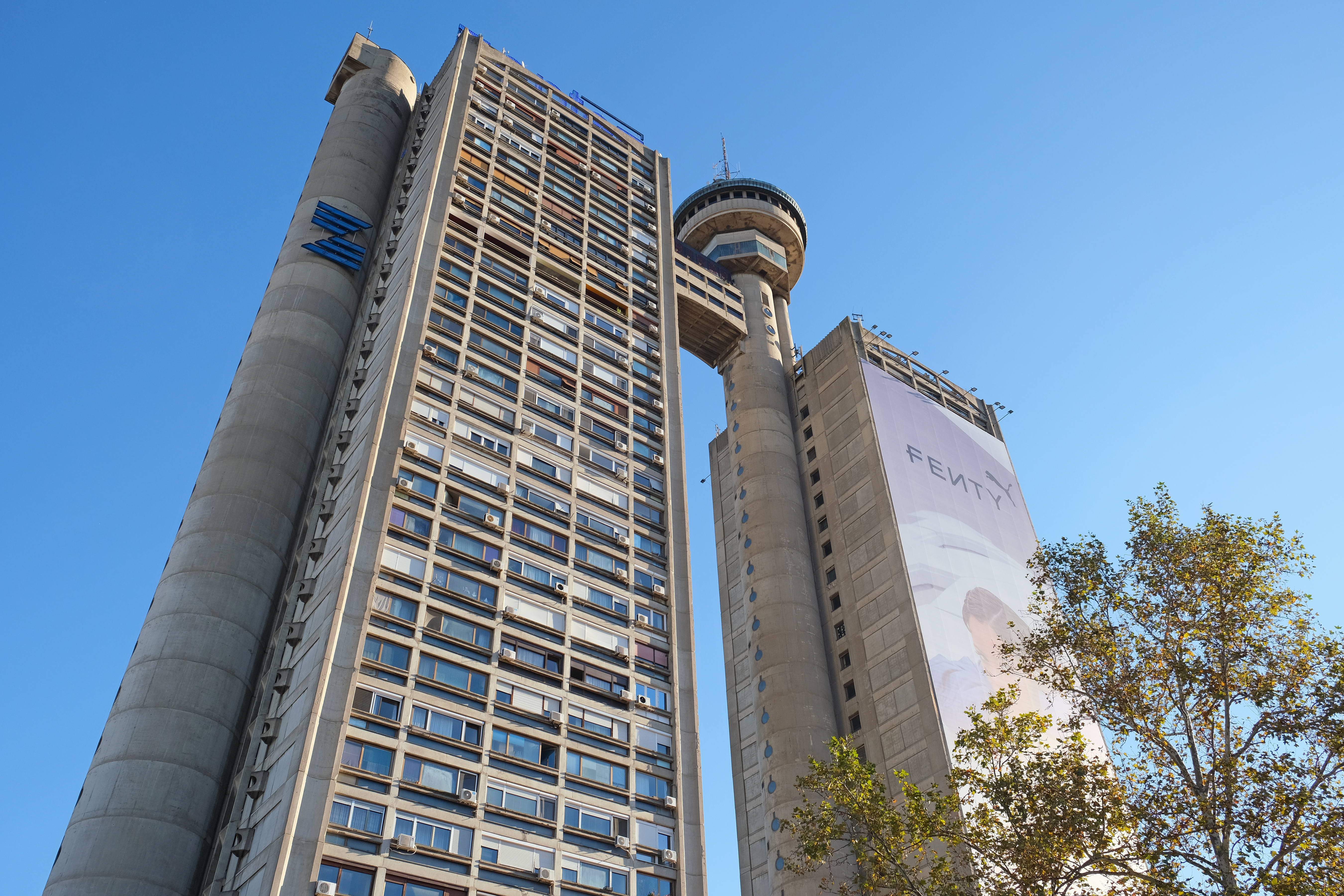
Der Genex-Turm in Belgrad

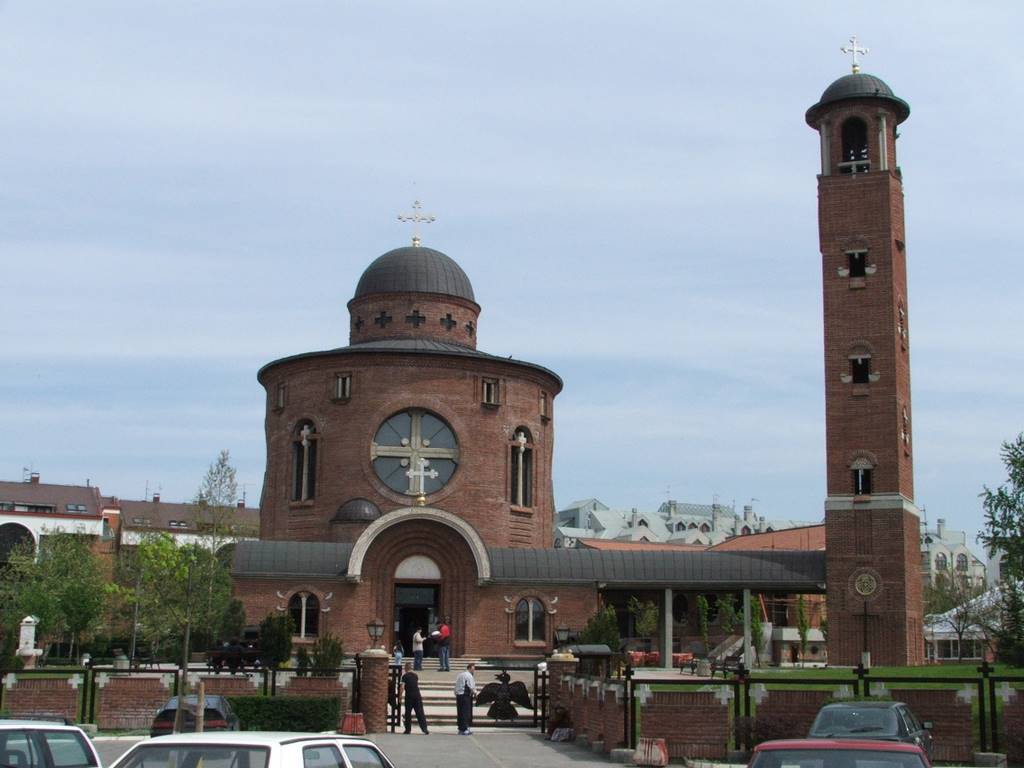
Vasilije-Ostroški-Kirche

Mihajlo Mitrović (* 1. September 1922 in Čačak; † 20. Dezember 2018 in Belgrad) war ein jugoslawischer bzw. serbischer Architekt.

## Leben
Er absolvierte 1948 die Fakultät für Architektur der Universität Belgrad und war 1950 Stipendiat der Vereinten Nationen in Frankreich und Dänemark. Am serbischen Institut für Stadtplanung erstellte er als Chefdesigner allgemeine Stadtplanungen für Zaječar, Trstenik, Pirot, Niš, Banja Koviljaca, Lazarevac und Vrnjačka Banja. Im Jahr 1980 wurde zum ordentlichen Professor an der Fakultät für Angewandte Kunst in Belgrad gewählt.

## Werk
Zu seinen bemerkenswertesten Werken zählen: das Narcissus-Resort in Zlatibor, das UN-Hauptquartier in Banja Koviljaca, das Traveller-Hotel, der Genex-Turm und die Vasilije-Ostroški-Kirche in Belgrad.
Er beschäftigte sich mit Architekturjournalismus und -kritik. Er hatte eine Kolumne in Zagreb Eye (1983–1989) und schrieb von 1974 bis 1983 für die Zeitschrift NIN. Seit 42 Jahren schreibt er konsequent in der Politika-Kolumne über Architektur. Er ist Autor der Bücher New Belgrade Architecture, Everything is Architecture und At the End of the Century.

## Auszeichnungen und Ehrungen
Er erhielt den Oktoberpreis der Stadt Belgrad, die Borba-Liste, den Architektur-Salon, den Hauptpreis für SAS-Architektur und den Lifetime Achievement Award. 1999 wurde er zum Ehrendoktor der Universität Belgrad befördert. Er wurde 1999 zum Präsidenten der Akademie der Architektur gewählt.

## Werke (Auswahl)
- 1957: Hauptsitz des Unternehmens Projektbiro, Belgrad
- 1959: Wohnkomplex Ecke Zahumska/Ćiril i Metodije, Belgrad
- 1962: Hotel Narcis, Okrug Zlatibor
- 1964–1967: Wohnhaus Ulica braće Jugovića 14, Belgrad
- 1968: Hauptsitz der Energoinvesta, Ulica 29. novembra 15, Belgrad
- 1969–1971: Hotel Putnik, Belgrad
- 1977: Wohnhaus Braće Jugoviča 10, Belgrad
- 1970–1980: Genex-Turm, Belgrad
- 1972–1990: vier Gebäude für Mineralwasserquellen, Vrnjačka Banja
- 1979–1981: Motel Mlinarev san, Arilje
- 1990–1993: Hauptsitz der Gesellschaften Proleće und Cvetna, Čačak
- 1996–2001: Vasilije-Ostroški-Kirche, Belgrad